# Oenospila rufinotata
Oenospila rufinotata là một loài bướm đêm trong họ Geometridae.